# Кобежице (гмина)
Кобежице (пол. Kobierzyce) — сельская гмина (волость) в Польше, входит как административная единица в Вроцлавский повет, Нижнесилезское воеводство. Население на 2004 год 12 814 человек.
Уровень доходов в Кобежице один из самых высоких в стране, здесь расположены крупнейшие торговые центры в Польше (Centrum Bielany, Castorama, Ikea, Obi, Tesco, Piotr i Paweł, Makro, Black Red White, Office Depot, Komfort, RTV Euro AGD, Electro World, Media Markt, Auchan, Agata Meble, Leroy Merlin и другие). Гмину пересекают шоссе A4 и A8, а также европейские дороги E67 и E261.

## Демография
| Перепись                       | Всего   | Всего | Женщины | Женщины | Мужчины | Мужчины |
| ------------------------------ | ------- | ----- | ------- | ------- | ------- | ------- |
| Единицы                        | человек | %     | человек | %       | человек | %       |
| Население                      | 12 814  | 100   | 6549    | 51,1    | 6265    | 48,9    |
| Плотность населения (чел./км²) | 85,9    | 85,9  | 43,9    | 43,9    | 42      | 42      |

## Сельские округа
1. Беляны-Вроцлавске
2. Бискупице-Подгурне
3. Бонки
4. Будзишув
5. Вежбице
6. Высока
7. Дамяновице
8. Добковице
9. Домаслав
10. Жерники-Мале
11. Журавице
12. Кобежице
13. Круликовице
14. Ксенгинице
15. Куклице
16. Кшижовице
17. Магнице
18. Малушув
19. Новины
20. Овсянка
21. Пелчице
22. Пусткув-Вильчковски
23. Пусткув-Журавски
24. Рацлавице-Вельке
25. Ролянтовице
26. Сленза
27. Сольна
28. Тынец-Малы
29. Тынец-над-Слензон
30. Хшанув
31. Цешице
32. Щепанковице
33. Яшовице

## Соседние гмины
1. Гмина Борув
2. Гмина Йорданув-Слёнски
3. Гмина Конты-Вроцлавске
4. Гмина Собутка
5. Гмина Свента-Катажина
6. Вроцлав
7. Гмина Журавина